# Desegregering
Desegregering är en process som, mer eller mindre planlagt, minskar segregation. Ordet används oftast om det federala upphävandet av rasistiskt grundad segregation i USA från 1950-talet och framåt. Desegregation var länge ett mål för den amerikanska medborgarrättsrörelsen, både före och efter att USA:s högsta domstol dömde till fördel för käranden i det prejudicerande målet Brown mot Board of Education (utbildningsnämnden). Att avsluta segregeringen i skolsystemet och militären ansågs särskilt viktigt. Rasintegration i samhället var ett närliggande mål.